# Radio Fantástica
Radio Fantástica fue una  radioemisora chilena  del dial FM de la ciudad de  Curicó
Radio Fantástica Líder en información.-
Tuvo sus orígenes en la ciudad de Curicó, siendo a su vez la primera radio en frecuencia modulada de esta ciudad. Su emisión se extendió desde 1978 hasta el año 2000, en la frecuencia 95.5 FM (señal utilizada hoy por Radio Tropical Latina). Una vez consolidada en Curicó, se expandió a ciudades vecinas como San Fernando en el 93.7 FM, Hualañé en el 103.3 FM, Talca en el 89.5 FM (luego se trasladaría al 92.3 y al 103.9 FM ), Linares en el 95.3 FM y Constitución en el 104.9 FM. Es importante destacar que en La Red Fantástica todas sus emisoras tenían programación local.

## Historia

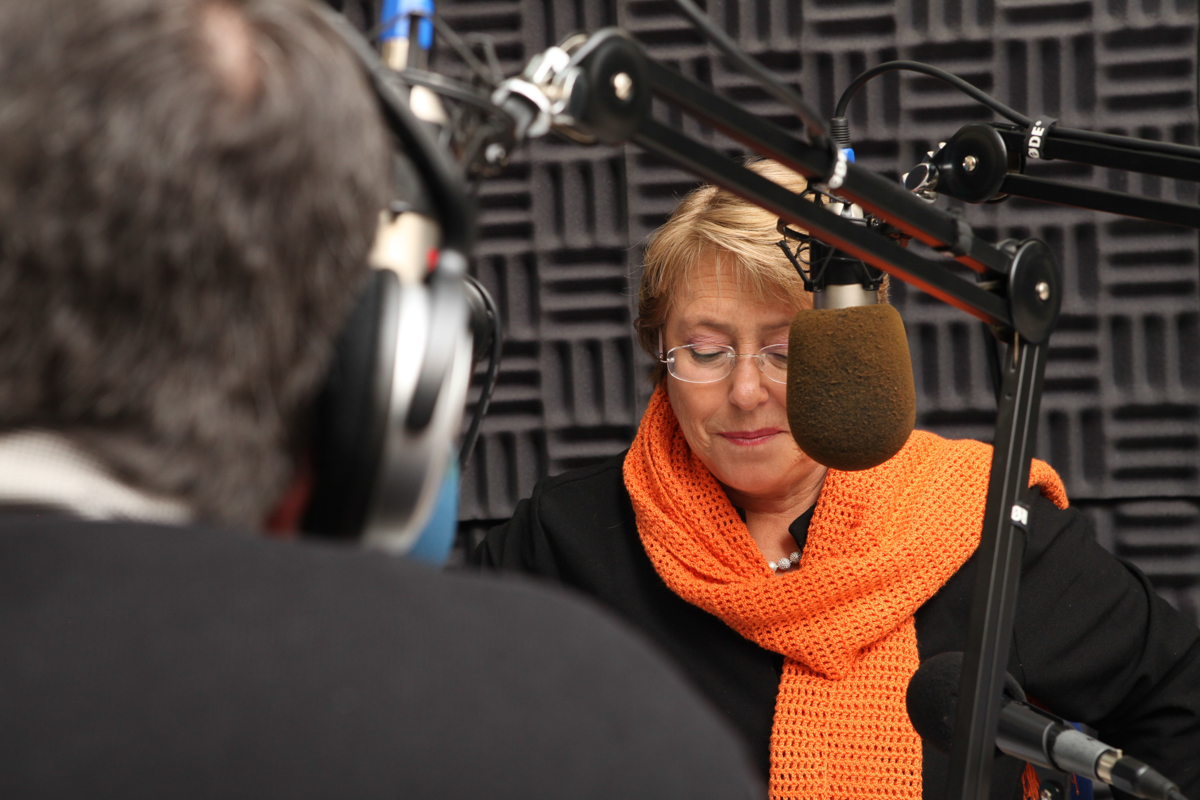
La expresidenta Michelle Bachelet durante una entrevista en Radio Fantástica

Radio Fantástica inicio su transmisión en 1979, en la frecuencia 95.5 FM en la ciudad de Curicó. Más tarde se extiende a Linares, Talca, Hualañe, San Fernando y Constitución.
En 2006 se decide agregarle un nuevo eslogan a la estación, ¡Primeros en todo! para indicar que siempre está primera en todos los hechos que ocurran, esto ya que Radio Fantástica es pionera en informar desde el lugar de incendios o accidentes.[cita requerida]
En 2008 la emisora se traslada a otra ubicación luego de la adquisición de la Radio Lautaro de Talca. Después del Terremoto del 27 de febrero de 2010 la emisora decide cerrar temporalmente su radio hermana, Radio Lautaro, debido a que el lugar donde actualmente funcionan los estudios, no tiene el tamaño necesario para albergar dos emisoras, por lo cual crean una segunda frecuencia para la estación, el 970 kHz del dial AM.

En 2014, la emisora perfecciona su parrilla programática, refuerza su Departamento de Prensa con la inclusión de 3 nuevos periodistas de las provincias de Curicó,  Linares, Cauquenes . Además, crea el portal radiofantastica.cl, en donde se incluyen noticias regionales reporteadas por sus periodistas.
En 2019 finaliza totalmente sus transmisiones desde el 103.9 FM Talca , por problemas económicos que aquejaban a la emisora  y además los propietarios de esta  frecuencia ,  la solicitaron para sacar al aire en esta señal la emisora de su propiedad , radio Montina FM

## Programación
Radio Fantástica es una radio informativa y como tal emite el noticiero Primera Hora Regional dos veces al día. El primero de ellos a las 7 de la mañana, mientras que la segunda edición a las 13 hrs. Ambos con una duración de una hora y 45 minutos respectivamente. Asimismo, y para complementar el área noticiosa se emiten boletines cada una hora. Dentro de dichos programas se incluyen contactos telefónicos con corresponsales desplegados en toda la región así como con autoridades sociales y políticas, notas reporteadas y redactadas por su Departamento de Prensa, resúmenes deportivos, entre otros.
Su programación es diversa y apunta a un público adulto. Durante la mañana se emite el noticiero Primera Hora Regional que finaliza a las 8 a. m.. Luego sigue el programa Show de Noticias, conducido por el locutor y concejal de Talca Luis Sebastián Vielma. Más tarde continúa el matinal La Mañana Fantástica, el autodenominado el estelar de la ciudad conducido por el locutor Juan Carlos Barrueto.

## Antiguas frecuencias
- 103.9 MHz (Talca); hoy Radio Montina.
- 89.5 MHz (Talca); hoy  Radio Mágica.
- 92.3 MHz (Talca); hoy Radio FM+.
- 95.5 MHz (Curicó); hoy Radio Tropical Latina.
- 93.7 MHz (San Fernando); hoy Radio Tropical Latina.
- 103.3 MHz (Hualañé); hoy Radio Condell.
- 95.3 MHz (Linares); hoy Radio Tropical Latina.
- 104.9 MHz (Constitución); hoy Radio Paloma.